# آن صوفي دويك
آن صوفي دويك (بالفرنسية: Ann-Sophie Duyck)‏ (و. 1987  م) هي دراجة بلجيكية، ولدت في روسلاريه، شاركت في ركوب الدراجات في الألعاب الأولمبية الصيفية 2016.

## سجل الفوز

### سباقات أو مراحل فاز بها
| التاريخ        | السباق                                               | المركز                  |
| -------------- | ---------------------------------------------------- | ----------------------- |
| 19 مايو 2012   | G.P. Breendonk 2012                                  |                         |
| 15 أغسطس 2012  | سباق الدراجات ضد الساعة للسيدات في بطولة بلجيكا 2012 |                         |
| 21 أكتوبر 2012 | 2012 Chrono des Nations (women's race)               | التاسع في التصنيف العام |
| 01 مايو 2014   | سباق الدراجات ضد الساعة للسيدات في بطولة بلجيكا 2014 | الفائز في التصنيف العام |
| 02 أغسطس 2014  | Erondegemse Pijl 2014                                | الفائز في التصنيف العام |
| 27 أغسطس 2014  | Trophée d'Or féminin 2014                            |                         |
| 14 سبتمبر 2014 | 2014 Chrono Champenois–Trophée Européen              | الرابع في التصنيف العام |
| 12 يونيو 2015  | 2015 Ljubljana-Domžale-Ljubljana TT                  | الثاني في التصنيف العام |
| 26 يونيو 2015  | سباق الدراجات ضد الساعة للسيدات في بطولة بلجيكا 2015 | الفائز في التصنيف العام |
| 19 يوليو 2015  | 2015 BeNe Ladies Tour                                | السادس في التصنيف العام |
| 13 سبتمبر 2015 | 2015 Chrono Champenois–Trophée Européen              | الفائز في التصنيف العام |
| 10 يونيو 2016  | 2016 Ljubljana-Domžale-Ljubljana TT                  | الفائز في التصنيف العام |
| 23 يونيو 2016  | سباق الدراجات ضد الساعة للسيدات في بطولة بلجيكا 2016 | الفائز في التصنيف العام |
| 17 يوليو 2016  | طواف بريتاني فيمينين 2016                            |                         |
| 23 أكتوبر 2016 | 2016 Chrono des Nations (women's race)               | الفائز في التصنيف العام |
| 09 يونيو 2017  | 2017 Ljubljana-Domžale-Ljubljana TT                  | الفائز في التصنيف العام |
| 22 يونيو 2017  | سباق الدراجات ضد الساعة للسيدات في بطولة بلجيكا 2017 | الفائز في التصنيف العام |
| 09 يوليو 2017  | Tour de Feminin - O cenu Českého Švýcarska 2017      |                         |
| 21 يونيو 2018  | سباق الدراجات ضد الساعة للسيدات في بطولة بلجيكا 2018 | الفائز في التصنيف العام |
| 30 يونيو 2019  | سباق الطريق للسيدات في بطولة بلجيكا 2019             |                         |

## روابط خارجية
- آن صوفي دويك على موقع الاتحاد الدولي للدراجات (الإنجليزية)
- آن صوفي دويك على موقع أرشيف الدراجات (الإنجليزية)
- آن صوفي دويك على موقع إحصائيات الدراجات الإحترافية (الإنجليزية)
- آن صوفي دويك على موقع نسبة الدراجات (الإنجليزية)
- آن صوفي دويك على موقع أوليمبيديا (الإنجليزية)